# 秦岭终南山公路隧道
秦岭终南山公路隧道，又称秦岭终南山隧道，位于中国国家高速公路网主线  包茂高速和  银百高速在陕西省境内的西康高速公路北段，穿越秦岭山脉的终南山，全长18.040公里，双孔。秦岭终南山特长公路隧道按双向四车道高速公路设计，设计行车速度为80公里/小时，总投资31.93亿元人民币，工程于2002年3月开工，2004年12月13日贯通，2007年1月20日正式通车，通车时是中国最长的双洞公路隧道，也是亚洲最长的公路隧道、世界第二长公路隧道，截至2025年，仍是世界第四长和亚洲第二长公路隧道。
隧道南口两边不到100米距离，共有五条隧道在此贯穿秦岭，由西向东依次为水洞、公路南行隧道、公路北行隧道、西康铁路南行隧道、西康铁路北行隧道。最西边的是引乾济石工程（柞水县乾佑河水通过秦岭18公里的引水隧道调入长安区的石砭峪水库，属南水北调工程）秦岭输水隧洞；两条公路隧道大致呈半圆形，两条铁路隧道则呈大半个圆形。五条隧道大小不一，长度均在18公里左右，在百米距离内一字排开。

## 建设规模
- 隧道起点在西安市长安区五台街道青岔村，海拔896米，止于柞水县营盘镇小峪街，海拔1026米。
- 洞内设人字形纵坡，最大坡度为1.1%，最大埋深为1640米。
- 隧道净空10.5米（内轮廓宽10.9米，高7.6米）。
- 上、下行线隧道每750米设紧急停车带一处，停车带有效长度30米、全长40米；两条隧道间每500米设行车横通道一处，横通道净宽4.5米、净高5.97米。每250米设人行横通道一处，断面净宽2米、净高2.5米。
- 隧道运营通风技术采用分段纵向式通风方案，共设置三座通风竖井，最大井深661米，最大竖井直径达11.5米，竖井下方设有大型地下风机厂房。
- 隧道内监控系统包括：交通监视和控制系统、安全系统、通讯系统、设备管理、收费、计算机控制、中央控制室七个监控系统。每125米设置一台视频监控摄像机，两洞共有摄像机288台，是世界高速公路摄像机安装最密集的路段。每250米设置一台视频事件检测器和火灾报警系统。
- 为了减轻隧道内行车单调，缓解驾驶员疲劳，保证行车安全，在每条隧道内每隔约5公里左右设计一处特殊灯光段，每个隧道设三处，净宽10.5米渐变至20.9米，净高7.6米渐变至11.9米，长150米。通过灯光及图案的变化将特长隧道从视觉上分为多个短隧道，有利于调节驾驶员情绪。该设计为亚洲公路隧道首创，也是世界高速公路隧道首创。
- 该隧道利用已贯通的西康铁路秦岭隧道H型平行导洞施工，将18公里隧道分为四段分别由四家单位同时施工。利用铁路Ⅱ线平导修建18公里公路隧道，与不利用平导相比，节省投资约3.54亿元人民币，缩短建设周期2.5年，并利用铁路隧道已探明的地质资料，现有的建设队伍、临建设施，就地施工，长洞短打，提高了工程的社会经济效益[4]。

## 建设历程
- 2001年2月，陕西省人民政府立项建设秦岭终南山公路隧道。
- 2002年1月，国家发展计划委员会（国家发改委前身）批准立项。
- 2002年3月，东线隧道开工建设。
- 2004年12月，双洞全线贯通。
- 2005年9月6日，国家发改委通过工程可行性研究报告
- 2006年9月30日，中华人民共和国交通部批准初步设计方案
- 2007年1月20日，建成通车[3]。

## 参建单位
- 设计单位：铁道部第一勘察设计院主设计，陕西省公路勘察设计院、重庆交通科研设计院参加设计。
- 施工单位：中铁一局、中铁五局、中铁十二局、中铁十八局。
- 监理单位：重庆中宇监理咨询公司、西安方舟监理咨询公司、山西省交通工程监理总公司。

## 车辆通行费
根据陕西省高速公路收费中心公布的最新信息显示，秦岭终南山隧道加收费用标准如下：
| 类别               | 类别 | 车辆类型            | 核定载人数          | 说明                                             | 加收标准 （元/车次） |
| ------------------ | ---- | ------------------- | ------------------- | ------------------------------------------------ | -------------------- |
| 客车               | 1类  | 微型、小型          | ≤9                  | 车长小于6000mm且核定载人数不大于9人的载客汽车    | 20                   |
| 客车               | 2类  | 中型乘用车列车      | 10-19—              | 车长小于6000mm且核定载人数为10-19人的载客汽车—   | 30                   |
| 客车               | 3类  | 大型                | ≤39                 | 车长不小于6000mm且核定载人数不大于39人的载客汽车 | 40                   |
| 客车               | 4类  | 大型                | ≥40                 | 车长不小于6000mm且核定载人数不小于40人的载客汽车 | 50                   |
| 类别               | 类别 | 总轴数 （含悬浮轴） | 总轴数 （含悬浮轴） | 说明                                             | 加收标准 （元/车次） |
| 货车 及专项 作业车 | 1类  | 2                   | 2                   | 车长小于6000mm且最大允许总质量小于4500kg         | 14                   |
| 货车 及专项 作业车 | 2类  | 2                   | 2                   | 车长不小于6000mm且最大允许总质量不小于4500kg     | 21                   |
| 货车 及专项 作业车 | 3类  | 3                   | 3                   | —                                                | 39.6                 |
| 货车 及专项 作业车 | 4类  | 4                   | 4                   | —                                                | 45.9                 |
| 货车 及专项 作业车 | 5类  | 5                   | 5                   | —                                                | 46.9                 |
| 货车 及专项 作业车 | 6类  | ≥6                  | ≥6                  | —                                                | 55.8                 |